# L'alba d'estate
L'alba d'estate è un dipinto di Gennaro Favai. Eseguito verso il 1950, appartiene alle collezioni d'arte della Fondazione Cariplo.

## Storia
Il dipinto appartenne alla collezione del Credito di Venezia e del Rio de la Plata, quindi dell'Istituto Bancario Italiano e da lì confluì nel 1991 a quello della Fondazione Cariplo.

## Descrizione
Le vedute della laguna veneziana furono un soggetto costante, quasi esclusivo, della pittura di Favai, rese in modo sempre malinconico e decadente. Pur a tratti convenzionali, restituiscono come in questo caso visioni suggestive, dalla felice resa cromatica, luministica e atmosferica.